# Palácio Pimenta

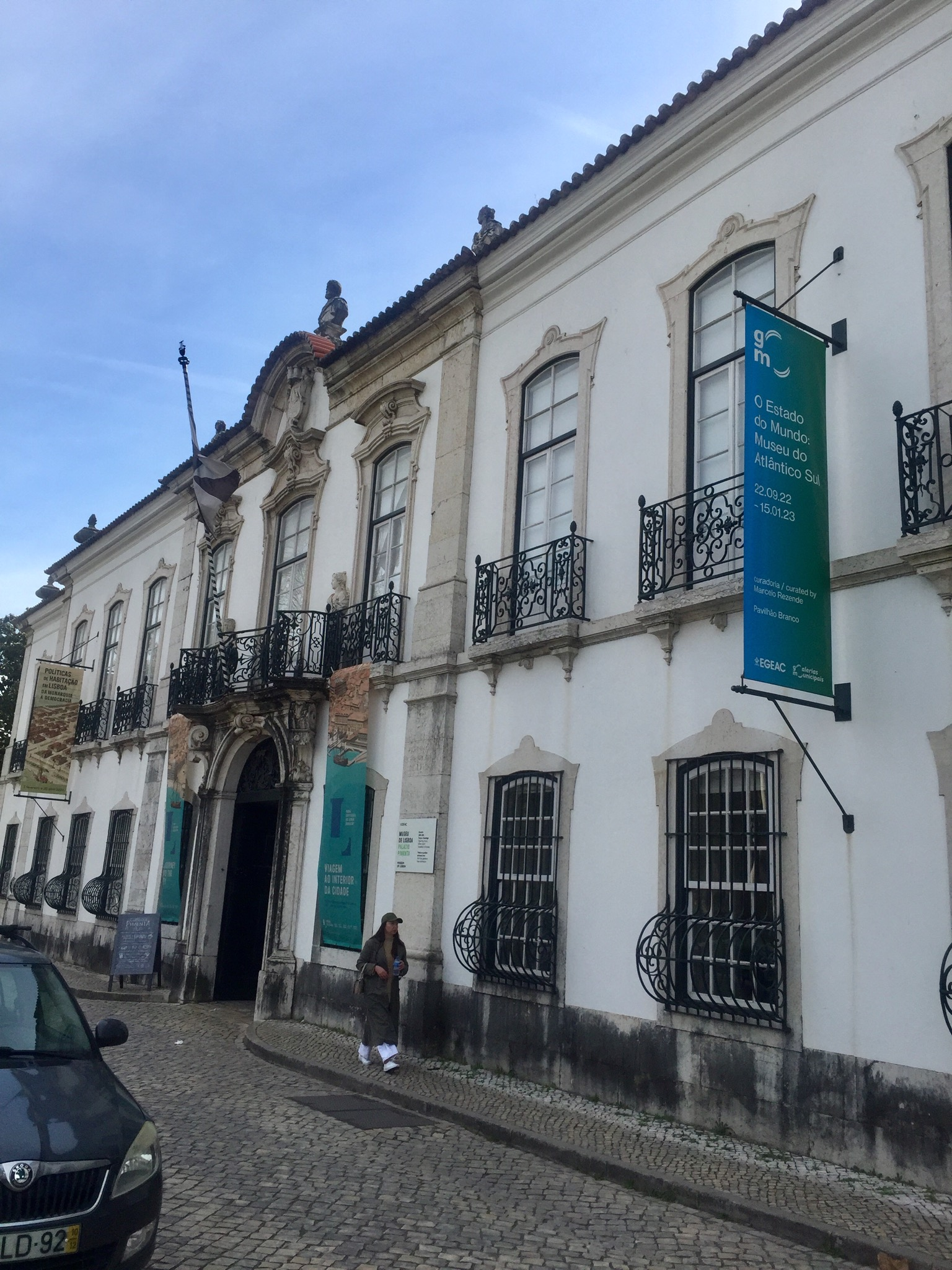
Entrada do Palácio Pimenta, em Lisboa

O Palácio Pimenta, também designado Casa da Quinta da Pimenta, Casa da Madre Paula e Palácio Galvão Mexia é um imóvel de interesse público que alberga o Museu de Lisboa - Palácio Pimenta. 
O edifício encontra-se classificado como Imóvel de Interesse Público (Dec. 27:396, de 26 de Dezembro de 1936).
A sede do Museu de Lisboa está instalado no Palácio Pimenta, palácio de veraneio da primeira metade do século XVIII, enquadrado pelo que resta de uma antiga quinta senhorial. Mandado construir por Diogo de Sousa Mexia, figura de relevo dos reinados de D. Pedro II e D. João V, e foi edificado entre 1734 e 1746, desconhecendo-se a autoria do edifício.

## Arquitetura

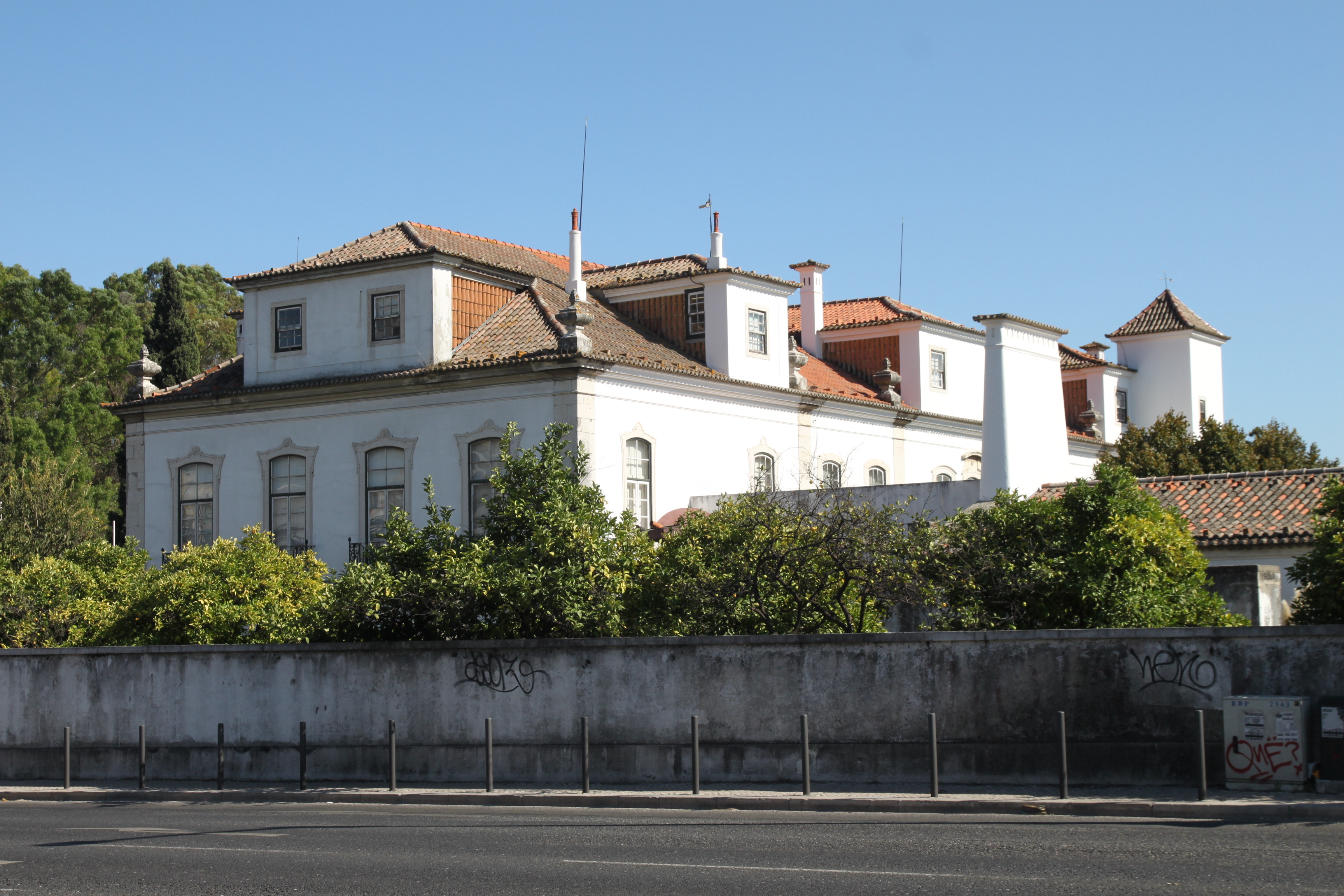
Museu de Lisboa - Palácio Pimenta

Apresenta uma fachada sóbria articulada por pilastras lisas e cujo corpo central é saliente. Conta com um conjunto de janelas no andar nobre cujas molduras apresentam um recorte que sugere uma época mais tardia de construção (final do século XVIII), assim como os pequenos varandins de ferro forjado e até os bustos que coroam o corpo central. Ainda assim é inevitável reconhecer que a época de maior esplendor é a segunda metade do século XVIII e, de uma maneira particular, o último quartel do século, atendendo ao estilo da maioria dos azulejos que revestem o interior da casa.
A planta da casa é retangular mas o acrescento de várias dependências - arrecadações, cocheiras, cavalariças, etc. - em dois corpos simétricos colocados em cada extremo da residência, determinou planta mais complexa, em U, para todo o conjunto, que possui, por isso, um pátio arborizado nas traseiras. Tem capela interior, onde se destacam duas telas setecentistas - uma Deposição da Cruz (no altar) e Santo António em Adoração da Virgem (no teto).

## Jardins

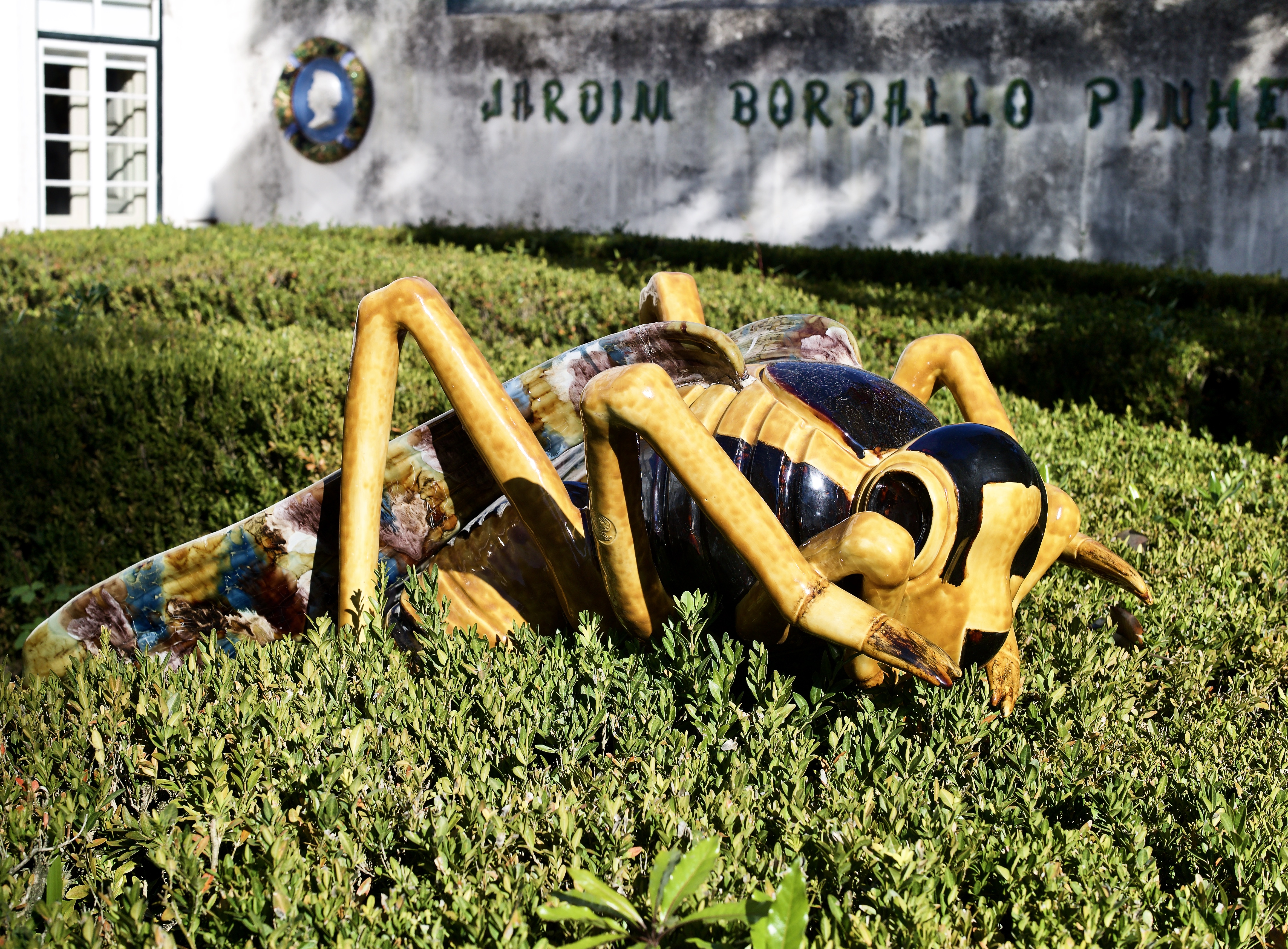
Vespa de Rafael Bordallo Pinheiro (1846-1905) nos Jardins do Palácio Pimenta

Os jardins conservam ainda um belo arvoredo e alguns elementos que denotam também uma época avançada do século XVIII, particularmente no pitoresco "jogo da bola", com recinto demarcado e que é assinalado por um pequeno obelisco ao gosto dos que se fizeram pelo final do século e de que existem vários exemplos em Lisboa.

## Coleção

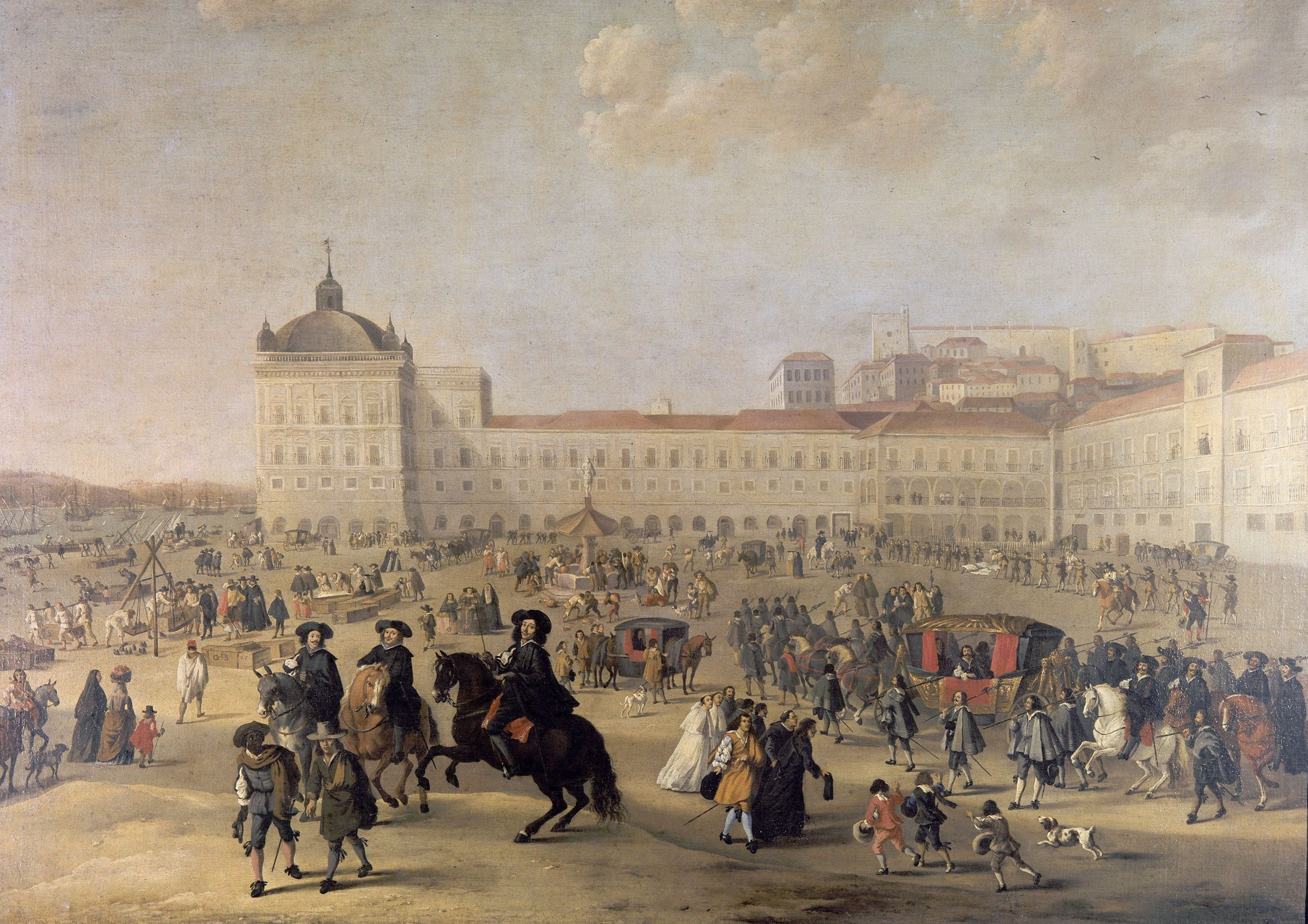
Terreiro do Paço em 1662, por Dirk Stoop

A sua coleção apresenta em exposição permanente a história da cidade de Lisboa, desde os tempos pré-históricos, passando pelos Romanos, os Visigodos e os Mouros, até aos nossos dias. Conta com azulejos, desenhos, pinturas, maquetas e documentos históricos.
Entre as peças destacam-se pinturas que representam a cidade antes do terramoto de 1755, uma óleo do século XVII de Dirk Stoop que representa o Terreiro do Paço. O tema do terramoto é representado por pinturas da cidade devastada e vários planos da reconstrução. Há também um grande cartaz colorido celebrando a Revolução de 1910 e a proclamação da República, e uma maqueta detalhada da cidade na década de 1950.
Algumas das antigas dependências do palácio também podem ser visitadas, incluindo a cozinha, decorada com painéis de azulejos azuis e brancos que representam peixes, flores e animais de caça.
Uma das salas é dedicada ao Aqueduto das Águas Livres, com detalhes dos planos arquitetónicos para a sua construção e gravuras e aguarelas da construção terminada.